# Todorovska Slapnica
Todorovska Slapnica es un pueblo de la municipalidad de Velika Kladuša, en el cantón de Una-Sana, Bosnia y Herzegovina.

## Superficie
Posee una superficie de 10,28 kilómetros cuadrados.

## Demografía
Hasta 2013 la población era de 1091 habitantes, con una densidad de población de 106,1 habitantes por kilómetro cuadrado.